# Jan van Locquenghien

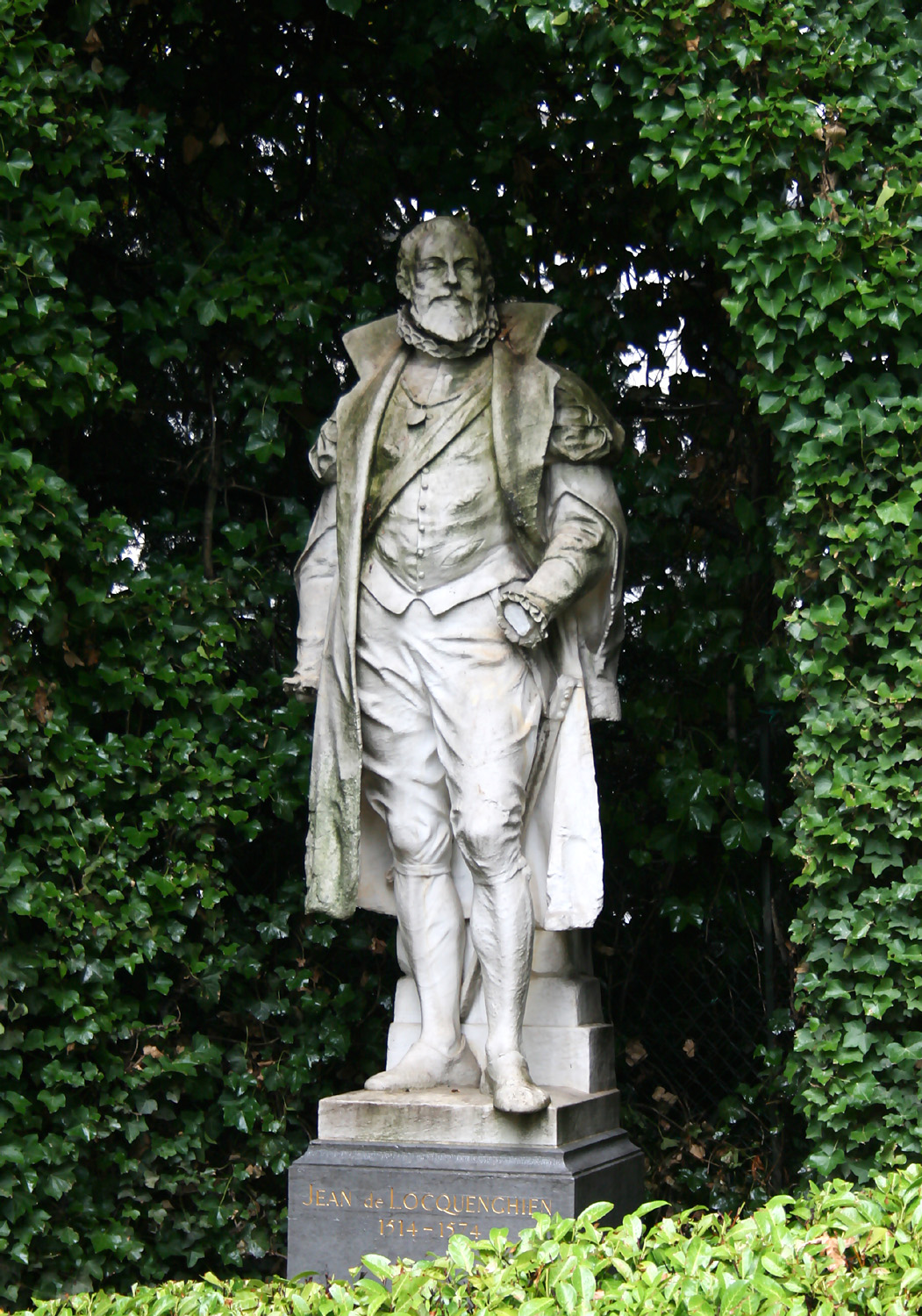
Standbeeld van Locquenghien in het plantsoen van de Kleine Zavel.

Jan van Locquenghien (Brussel (?), 27 januari 1518 – Pamele, 4 april 1574) was een burgemeester en amman van Brussel. Zijn naam blijft verbonden met de aanleg van de Willebroekse Vaart, een waterbouwkundig huzarenstuk dat de scheepvaart naar de stad fel ten goede kwam.

## Levensloop
Locquenghiens vader Pierre was een Frans-Vlaamse edelman die naar Brussel was afgezakt en zich een aanzienlijke positie had verworven aan het vorstelijke hof. Zijn zoon Jan is vermeld als gentilhomme bij de Nassause prins René van Chalon en werd schenk van keizer Karel V. Hij trouwde op 12 oktober 1540 met Anne van der Gracht, de barones van Pamele, met wie hij vele kinderen had, waaronder Filip (1542-1616) en Antoon (1561-1641). Locquenghien werd in 1542 toegelaten tot het geslacht Sleeuws en verschafte zich zo toegang tot een reeks mandaten in de stadsmagistraat: schepen in 1547-1548, burgemeester in 1549-50 en 1552-53, met tussenin een tweejarig rentmeesterschap. In de periode 1550-52 gaf hij in opdracht van landvoogdes Maria van Hongarije leiding aan de verbetering van de tweede stadsmuur van Maastricht. In 1554 benoemde keizer Karel hem tot amman van Brussel. Hij handhaafde streng de anti-protestantse edicten en bleef deze functie vervullen onder koning Filips II, tot zijn dood in 1574. Hij werd begraven in de Sint Goedele, waar een Latijns epitaaf werd aangebracht.

## Kanaal Brussel-Willebroek
De belangrijkste realisatie van Locquenghien is ongetwijfeld het 28 km lange kanaal van Brussel naar Willebroek. Met een diepgang van twee meter en een breedte van dertig bood het een aanzienlijk grotere vaarcapaciteit dan de Zenne, waarmee het parallel liep. Voor de aanleg moest, naast Mechelse en Vilvoordse weerstand, een hoogteverschil van 18 m worden overwonnen. Ondanks enkele tegenslagen toonde ontwerper Locquenghien zich opgewassen tegen de taak. Met vier dubbele sluizen (Ransbeek, Humbeek, Tisselt en Willebroek) was zijn kanaal een van de modernste waterwegen van Europa. Hij gaf zelf te Willebroek de eerste spadesteek op 16 juni 1550, gemarkeerd door een eigentijds vers:
Tot Willebroeck heeft Locquengiens macht gebleken,
XVI juny was den eersten steeck gesteken
Locquenghien, een veelzijdig man die onder meer juridische en technische kennis bezat, was de drijvende kracht binnen de commissie die de werken overzag (waarin ook Cornelis Scheppers, Charles Quarré, Adolf van Donveryn en Jan Stassaert zetelden). Hij omringde zich met specialisten zoals Willem Simon Maertense uit Zierikzee en Giorgio Rinaldi uit Milaan, en won ook het advies in van Antwerpenaar Gilbert van Schoonbeke.
Op minder dan twaalf jaar tijd werden de gronden aangekocht en de werken voltooid. De feestelijke opening in oktober 1561 was een meerdaagse aangelegenheid. Als geestelijke vader mocht Locquenghien de festiviteiten voorzitten, die werden opgeluisterd door rederijkers uit meerdere steden, net teruggekomen van het Antwerpse landjuweel. De Nieuwe Chronycke van Brabandt verhaalt hoe opgetuigde boten uit Antwerpen, Vilvoorde, Gorkum, Zierikzee en Alkmaar allerlei lekkers aanvoerden. Er was rijnwijn die ze vromelijcken te samen droncken, dat sy met rusten mochten ligghen roncken. Aan het slot van de feestmaand verscheen een affiche, D'innecompst der nieuwer schipvaert der stadt van Bruessele, waarop het wapen van Locquenghien mee prijkte.
Eind 1562 was de doorvaart drie maanden onmogelijk, nadat een waterbron de sluis van Ransbeek had doen instorten. Na de heropening vroeg en bekwam Locquenghien kwijting voor de kanaalwerken (1563). Hij werd aangesteld tot hoofd van het kanaal. Na hem werd zijn zoon Antoon er de eerste intendant van, toen deze functie in 1589 gecreëerd werd. De koninklijke patentbrief die zijn kleinzoon Charles tot baron van Melsbroek maakte, vermeldt Jan van Locquenghien als Autheur & Directeur du Canal. Ook de historici Lodovico Guicciardini en Jean-Baptiste Gramaye lieten zijn sleutelrol niet onvermeld, en in de Nieuwe Chronycke van Brabandt wordt hij geroemd als heer Jan vâ Locquengiê ridder ons toeverlaet.

## Bezittingen
Locquenghien erfde de heerlijkheden Koekelberg en Sint-Agatha-Berchem. Zelf verwierf hij Melsbroek, met een mooi kasteel (1564). Drie weken vóór zijn dood werd hij nog heer van Pamele.

## Eerbetoon
De op geschiedenis verzotte 19e eeuw eerde Locquenghien uitgebreid. In 1841 werd een in de 17e eeuw getrokken straat die uitloopt op het kanaal naar hem vernoemd. Hij kreeg ook een standbeeld in het gezelschap illustere Brusselaars op de Kleine Zavel (door Godefroid Van den Kerckhove) en op de zuidgevel van het stadhuis van Brussel (door Frans De Vriendt). Binnenin figureert hij op de muurschilderingen voor de traphal, gemaakt door Jacques de Lalaing in 1893.

## Voetnoten
1. ↑  Hij bezat een heerlijkheid in Locquinghen (tegenwoordig deel van Rety) en was door zijn huwelijk heer van Koekelberg geworden.
2. ↑  L.J. Morreau (1979): Bolwerk der Nederlanden, blz. 57. Van Gorcum, Assen. ISBN 90-232-1698-9.
3. ↑  C. Stroobant, Généalogie de la maison de Locquenghien, in: Annales de l'Académie d'archéologie de Belgique, vol. 11, 1854, blz. 152-153
4. ↑  Anno LXI, in: Nieuwe Chronycke van Brabandt, 1565. Gearchiveerd op 14 augustus 2023.
5. ↑  Lettres patentes van Filips IV van Spanje d.d. 17 maart 1659

- International Standard Name Identifier: 0000 0003 9190 7566
- Nederlandse Thesaurus van Auteursnamen: 328599778
- Virtual International Authority File: 285807019
- WorldCat: E39PBJqVQgBqyV737G6hcbGvHC